# Петар Ивановић (сликар)
Петар Ивановић  (XV век) био је дубровачки сликар.

## Уметничко дело
Петар Ивановић био је син сликара Ивана Огњановића. Од 1456. Петар има радионицу коју држи заједно са сликаром Стјепаном Угриновићем. Са Угриновићем и Б. Гучетићем обавезао се уговором из 1488. да ће да наслика олтарну слику за капелу светог Бартула на Локруму.